# Stenobiella pulla
Stenobiella pulla là một loài côn trùng trong họ Berothidae thuộc bộ Neuroptera. Loài này được Kimmins miêu tả năm 1930.